# Rifargia corda
Rifargia corda är en fjärilsart som beskrevs av Druce 1901. Rifargia corda ingår i släktet Rifargia och familjen tandspinnare. Inga underarter finns listade.